# Pristomerus sardous
Pristomerus sardous là một loài tò vò trong họ Ichneumonidae.